# 枚方市立村野小学校
枚方市立村野小学校（ひらかたしりつ むらのしょうがっこう）は、かつて大阪府枚方市村野西町にあった公立小学校。

## 概要・沿革
地域の児童数の増加により、1974年に枚方市立桜丘小学校から分離開校した。しかし枚方市の学校規模適正化の対象校となり、2000年3月末日をもって枚方市立川越小学校および枚方市立桜丘小学校の2小学校へ分離統合し、閉校となった。
旧校舎は、枚方市役所村野支所やボランティア団体などが入居する複合施設「サプリ村野」として再利用されている。
- 1974年3月1日　新校舎竣工
- 同4月1日　枚方市立桜丘小学校より分離
- 同4月5日　開校
- 同4月6日　留守家庭児童会設置
- 同9月20日　体育館竣工
- 同10月12日　校旗、校章制定。
- 1975年2月5日　校歌制定。
- 1981年6月17日　浄化槽、フェンス設置
- 1983年5月4日　裏門スロープ補修
- 1984年11月30日　グランド防球ネット設置
- 1985年7月27日　体育館南側防球ネット取付
- 同8月27日　農具倉庫新設
- 1986年8月2日　管理棟防球ネット取換え
- 1989年5月17日　飼育小屋新設
- 1990年6月8日　プールサイド部分改修
- 1991年3月16日　給食配膳室全面改修
- 1992年6月26日　体育館屋根防水工事、床板部分張替え
- 1993年8月27日　体育館スロープ設置、バルコニー手摺補修工事
- 1996年9月25日　汚水切替工事
- 2000年3月24日　閉校式、枚方市立川越小学校、枚方市立桜丘小学校と統合

## 通学区域
- 枚方市 星丘1丁目、村野西町、村野南町。

※開校から閉校まで通学区域の変更なし。